# Бобильськ (Нижньогородська область)
Бобильськ (рос. Бобыльск) — присілок в Ковернинському районі Нижньогородської області Російської Федерації.
Населення становить 13 осіб. Входить до складу муніципального утворення Большемостовська сільрада.

## Історія
Від 2009 року входить до складу муніципального утворення Большемостовська сільрада.

## Населення
| 2002 | 2010 |
| ---- | ---- |
| 17   | ↘13  |